# Mercat Romà de Llagostera
El Mercat Romà de Llagostera és una fira de parades artesanals ambientada en l'època romana que se celebra per Setmana Santa des del 2007. Es duu a terme íntegrament al nucli antic de Llagostera. La sisena edició, celebrada al març del 2013, va comptar amb uns 8.000 visitants.
Hi ha desfilada dels manaies, exhibició de dansa i dansa del ventre, cercavila amb els Gegants de Llagostera, lluites de gladiadors, espectacles de màgia, humor i malabars, i un dinar popular. També es duen a terme visites als edificis històrics com la torre de guaita i el campanar.
Els Manaies de Llagostera van impulsar i organitzar les primeres edicions, fins que l'Ajuntament de Llagostera en va prendre el relleu com a organitzador principal. Les primeres edicions es van celebrar a la zona esportiva del municipi. Les entitats organitzadores són l'Ajuntament de Llagostera, els Manaies de Llagostera i la parròquia, amb la col·laboració d'altres entitats del municipi. La novetat del 2016 va ser que va dedicar un carrer a oficis antics.